# Heinz Kuttin
Heinz Kuttin (* 5. Jänner 1971 in Gassen, Kärnten) ist ein ehemaliger österreichischer Skispringer. Er war von April 2014 bis April 2018 Trainer der österreichischen Skisprung-Nationalmannschaft und ist Mitglied der SV Villach. Seit April 2024 ist er Trainer der deutschen Skisprung-Nationalmannschaft der Frauen.

## Werdegang
Kuttin erreichte bereits bei seinem Weltcupdebüt 1987 als 16-Jähriger den achten Platz. Kurz darauf gewann er im Jahr 1988 in der Mannschaft (4. Februar) und im Einzel (7. Februar) seine ersten Juniorenweltmeistertitel. Mit insgesamt fünf Goldmedaillen ist er neben Sara Takanashi Rekordhalter bei diesem Wettbewerb. 1991 folgte mit dem Doppelweltmeistertitel in Predazzo sein Karrierehöhepunkt, kurz darauf gewann er auch in Trondheim sein erstes Weltcupspringen. Seine Karriere war immer wieder durch Verletzungen beeinträchtigt, daher beendete er bereits 1995 seine aktive Karriere und leitete bis Mitte 2002 das Nordische Skizentrum – die Villacher Alpenarena – in Villach. In der Saison 2002/03 war er zusammen mit Stefan Horngacher Co-Trainer im österreichischen Nationalteam unter Cheftrainer Hannu Lepistö. Ab dem Frühjahr 2003 war er hauptverantwortlicher Trainer des polnischen B-Kaders. Zwischen 2004 und 2006 trainierte Kuttin die polnische Nationalmannschaft.
Bis zur Saison 2013/2014 arbeitete er als Stützpunkttrainer in Villach für den ÖSV. Am 11. April 2014 trat er die Nachfolge von Alexander Pointner als österreichischer Cheftrainer an. Am 3. April 2018 gab er seinen Rücktritt bekannt. Zur Saison 2018/19 übernahm er als Trainer die chinesische Damen-Nationalmannschaft mit dem langfristigen Ziel der Vorbereitung auf die Olympischen Winterspiele 2022 in Peking. Im März 2020 gab er jedoch seinen Rücktritt vom chinesischen Team bekannt und wurde Anfang Mai selben Jahres Chefcoach der französischen Herren-Nationalmannschaft. Kurz darauf zog Kuttin seine Zusage jedoch wieder zurück. Wenige Tage später wurde publik, dass er Sprungtrainer der deutschen Kombinierer wird.
Nach vier Jahren in diesem Amt wechselte er innerhalb des Deutschen Skiverbands in den Skisprungbereich und wurde Trainer der deutschen Skisprung-Nationalmannschaft der Frauen.

## Privates
Sein Sohn Philipp Kuttin, geboren 7. Januar 1998, war Nordischer Kombinierer bei der „Schigemeinschaft Klagenfurt“ und war Mitglied der österreichischen Mannschaft (Samuel Mraz, Mika Vermeulen, Daniel Rieder), die am 28. Januar 2015 bei den Europäischen Jugend-Festspielen (EYOF) die Goldmedaille errang. Seit einem Balkonsturz im Sommer 2020 ist er querschnittsgelähmt.
Die Brüder von Heinz Kuttin, Klaus (geb. 16. Januar 1968) und Kurt (geboren 6. Juni 1972), waren ebenfalls Skispringer (Klaus war im Jugendkader des ÖSVs).
Sein Neffe Manuel (* 1993) ist ein Fußballtorhüter.

## Erfolge
- 2-facher Weltmeister 1991 in Predazzo (Normalschanze und Mannschaft mit Ernst Vettori, Andreas Felder und Stefan Horngacher)
- Bronzemedaille bei den Olympischen Spielen 1994 in Lillehammer in der Mannschaft mit Andreas Goldberger, Christian Moser und Stefan Horngacher
- Bronzemedaille bei den Olympischen Spielen 1992 in Courchevel auf der Großschanze und Silbermedaille mit der Mannschaft
- Bronzemedaille bei den Weltmeisterschaften 1989 in Lahti (Normalschanze)
- Bronzemedaille bei den Weltmeisterschaften 1993 in Falun in der Mannschaft mit Andreas Goldberger, Ernst Vettori und Stefan Horngacher
- 3-facher österreichischer Meister
- 5-facher Juniorenweltmeister (2 im Einzel, 3 im Team)

### Weltcupsiege im Einzel
| Nr. | Datum         | Ort       | Typ         |
| --- | ------------- | --------- | ----------- |
| 1.  | 13. März 1991 | Trondheim | Großschanze |
| 2.  | 8. März 1992  | Trondheim | Großschanze |

### Weltcupsiege im Team
| Nr. | Datum         | Ort     | Typ         |
| --- | ------------- | ------- | ----------- |
| 1.  | 18. März 1992 | Planica | Großschanze |
| 2.  | 8. März 1992  | Lahti   | Großschanze |

## Statistik

### Weltcup-Platzierungen
| Saison  | Platz | Punkte |
| ------- | ----- | ------ |
| 1987/88 | 25.   | 032    |
| 1988/89 | 39.   | 018    |
| 1989/90 | 08.   | 176    |
| 1990/91 | 07.   | 148    |
| 1991/92 | 11.   | 092    |
| 1992/93 | 19.   | 039    |
| 1993/94 | 12.   | 340    |
| 1994/95 | 67.   | 024    |

### Schanzenrekorde
| Ort       | Land     | Weite               | aufgestellt am | Rekord bis    |
| --------- | -------- | ------------------- | -------------- | ------------- |
| Trondheim | Norwegen | 119,0 m (HS: 140 m) | 13. März 1991  | 11. März 1992 |

## Auszeichnungen
- 1992: Silbernes Ehrenzeichen für Verdienste um die Republik Österreich[8]
- 1994: Goldenes Ehrenzeichen für Verdienste um die Republik Österreich[8]

Weiters wurde er 1991 vom Sportpresseklub Kärnten zum „Kärntner Sportler des Jahres“ gewählt.